# Pakistanische Frauen-Cricket-Nationalmannschaft in den West Indies in der Saison 2021
Die Tour der pakistanischen Frauen-Cricket-Nationalmannschaft auf die West Indies in der Saison 2021 fand vom 30. Juni bis zum 18. Juli 2021 statt. Die internationale Cricket-Tour war Bestandteil der Internationalen Cricket-Saison 2021 und umfasste drei WODIs und fünf WTwenty20s. Die West Indies gewannen die WODI-Serie 3–2 und die WTwenty20-Serie mit 3–0.

## Vorgeschichte
Für beide Mannschaften war es die erste Tour der Saison. Das letzte Aufeinandertreffen der beiden Mannschaften bei einer Tour fand in der Saison 2018/19 in Neuseeland statt.

## Stadien
Die folgenden Stadien wurde für die Tour ausgewählt.
| Stadt       | Land                | Stadion                     | Kapazität | Spiele                     |
| ----------- | ------------------- | --------------------------- | --------- | -------------------------- |
| North Sound | Antigua und Barbuda | Sir Vivian Richards Stadium | 10.000    | 3. – 5. WODI; 1. & 3. WT20 |
| Osbourn     | Antigua und Barbuda | Coolidge Cricket Ground     | 5.000     | 1. & 2. WODI; 2. WT20      |

## Kaderlisten
Die West Indies benannten ihren WTwenty20-Kader am 25. Juni und ihren WODI-Kader am 7. Juli 2021. Pakistan benannte einen gemeinsamen Kader für die beiden Serien sowie für das parallel stattfindende Aufeinandertreffen der A-Mannschaften.
| WODI | WODI | WTwenty20 | WTwenty20 |
| West Indies | Pakistan | West Indies | Pakistan |
| --- | --- | --- | --- |
| - Stafanie Taylor (K) - Anisa Mohammed (VK) - Aaliyah Alleyne - Shamilia Connell - Britney Cooper - Deandra Dottin - Shabika Gajnabi - Chinelle Henry - Caneisha Isaac - Kycia Knight - Kyshona Knight - Hayley Matthews - Chedean Nation - Karishma Ramharack - Shakera Selman - Rashada Williams | - Javeria Khan (K) - Rameen Shamim - Sidra Nawaz - Muneeba Ali (wk) - Najiha Alvi (wk) - Sidra Ameen - Anam Amin - Aiman Anwer - Diana Baig - Nida Dar - Kaynat Hafeez - Kainat Imtiaz - Sadia Iqbal - Iram Javed - Nahida Khan - Ayesha Naseem - Saba Nazir - Natalia Pervaiz - Javeria Rauf - Aliya Riaz - Fatima Sana - Syeda Aroob Shah - Omaima Sohail - Nashra Sandhu - Maham Tariq - Ayesha Zafar | - Stafanie Taylor (K) - Anisa Mohammed (VK) - Aaliyah Alleyne - Shamilia Connell - Britney Cooper - Deandra Dottin - Chinelle Henry - Kycia Knight - Kyshona Knight - Hayley Matthews - Chedean Nation - Karishma Ramharack - Shakera Selman | - Javeria Khan (K) - Rameen Shamim - Sidra Nawaz - Muneeba Ali (wk) - Najiha Alvi (wk) - Sidra Ameen - Anam Amin - Aiman Anwer - Diana Baig - Nida Dar - Kaynat Hafeez - Kainat Imtiaz - Sadia Iqbal - Iram Javed - Nahida Khan - Ayesha Naseem - Saba Nazir - Natalia Pervaiz - Javeria Rauf - Aliya Riaz - Fatima Sana - Syeda Aroob Shah - Omaima Sohail - Nashra Sandhu - Maham Tariq - Ayesha Zafar |

## Women’s Twenty20 Internationals

### Erstes WTwenty20 in North Sound
| 30. Juni Scorecard | North Sound | West Indies 136-6 (20)          | – | Pakistan 126-6 (20) |
|                    |             | West Indies gewinnt mit 10 Runs |   |                     |

Pakistan gewann den Münzwurf und entschied sich als Feldmannschaft zu beginnen. Als Spielerin des Spiels wurde Shamilia Connell ausgezeichnet.

### Zweites WTwenty20 in Osbourn
| 2. Juli Scorecard | Osbourn | West Indies 125-6 (20)                      | – | Pakistan 103-6 (18/18) |
|                   |         | West Indies gewinnt mit 7 Runs (D/L method) |   |                        |

Die West Indies gewannen den Münzwurf und entschieden sich als Schlagmannschaft zu beginnen. Als Spielerin des Spiels wurde Kycia Knight ausgezeichnet.

### Drittes WTwenty20 in North Sound
| 4. Juli Scorecard | North Sound | Pakistan 102 (19.4)               | – | West Indies 106-4 (19.1) |
|                   |             | West Indies gewinnt mit 6 Wickets |   |                          |

Pakistan gewann den Münzwurf und entschied sich als Schlagmannschaft zu beginnen. Als Spielerin des Spiels wurde Stafanie Taylor ausgezeichnet.

## Women’s One-Day Internationals

### Erstes WODI in  Osbourn
| 7. Juli Scorecard | Osbourn | Pakistan 205-9 (50)               | – | West Indies 209-5 (50) |
|                   |         | West Indies gewinnt mit 5 Wickets |   |                        |

Die West Indies gewannen den Münzwurf und entschieden sich als Feldmannschaft zu beginnen. Als Spielerin des Spiels wurde Stafanie Taylor ausgezeichnet.

### Zweites WODI in Osbourn
| 9. Juli Scorecard | Osbourn | Pakistan 120 (42.4)               | – | West Indies 121 (31.1) |
|                   |         | West Indies gewinnt mit 8 Wickets |   |                        |

Pakistan gewann den Münzwurf und entschied sich als Schlagmannschaft zu beginnen. Als Spielerin des Spiels wurde Hayley Matthews ausgezeichnet.

### Drittes WODI in North Sound
| 12. Juli Scorecard | North Sound | Pakistan 182 (49)                 | – | West Indies 183-2 (40.1) |
|                    |             | West Indies gewinnt mit 8 Wickets |   |                          |

Die West Indies gewannen den Münzwurf und entschieden sich als Feldmannschaft zu beginnen. Als Spielerin des Spiels wurde Hayley Matthews ausgezeichnet.

### Viertes WODI in North Sound
| 15. Juli Scorecard | North Sound | West Indies 210 (49.4)         | – | Pakistan 214-6 (48.3) |
|                    |             | Pakistan gewinnt mit 4 Wickets |   |                       |

Pakistan gewann den Münzwurf und entschied sich als Feldmannschaft zu beginnen. Als Spielerin des Spiels wurde Fatima Sana ausgezeichnet.

### Fünftes WODI in North Sound
| 18. Juli Scorecard | North Sound | Pakistan 190-8 (34/34)                      | – | West Indies 171 (34/34) |
|                    |             | Pakistan gewinnt mit 8 Wickets (D/L method) |   |                         |

Die West Indies gewannen den Münzwurf und entschieden sich als Feldmannschaft zu beginnen. Als Spielerin des Spiels wurde Fatima Sana ausgezeichnet.

## Auszeichnungen

### Player of the Series
Als Player of the Series wurden der folgende Spieler ausgezeichnet.
| Serie | Player of the Series |
| ----- | -------------------- |
| WODI  | Hayley Matthews      |
| WT20  | Shamilia Connell     |

### Player of the Match
Als Player of the Match wurden die folgenden Spielerinnen ausgezeichnet.
| Spiel   | Player of the Match |
| ------- | ------------------- |
| 1. WODI | Stafanie Taylor     |
| 2. WODI | Hayley Matthews     |
| 3. WODI | Hayley Matthews     |
| 4. WODI | Fatima Sana         |
| 5. WODI | Fatima Sana         |
| 1. WT20 | Shamilia Connell    |
| 2. WT20 | Kycia Knight        |
| 3. WT20 | Stafanie Taylor     |